# Oplurus cuvieri
Espèce
Synonymes
- Oplurus torquatus Cuvier, 1829
- Tropidurus cuvieri Gray, 1831
- Oplurus sebae Duméril & Bibron, 1837
- Hoplurus sebae (Duméril & Bibron, 1837)
- Hoplurus sebae var. comorensis Angel, 1942

Statut de conservation UICN

 LC  : Préoccupation mineure
Oplurus cuvieri est une espèce de sauriens de la famille des Opluridae.

## Répartition
Cette espèce se rencontre :
- sur l'île de Grande Comore aux Comores ;
- à Madagascar dans le Nord-Ouest de cette île.

## Description

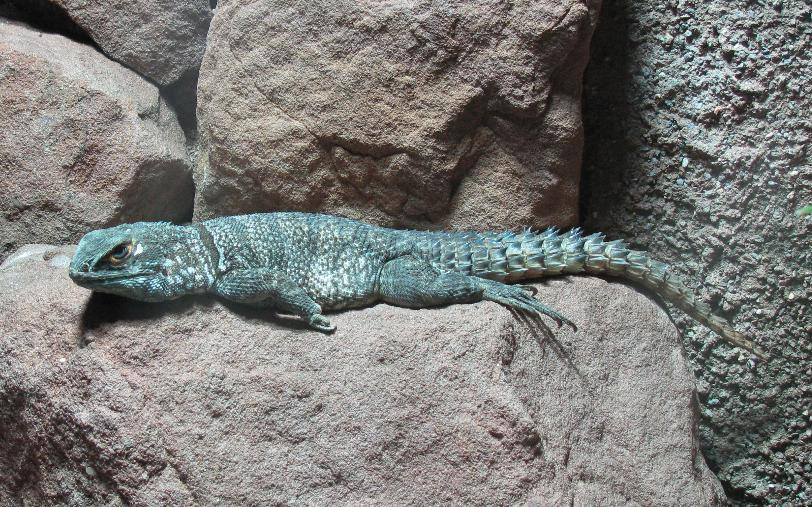

Ce lézard atteint au maximum 35 cm de long.

## Liste des sous-espèces
Selon The Reptile Database (27 février 2012) :
- Oplurus cuvieri comorensis (Angel, 1942)
- Oplurus cuvieri cuvieri (Gray, 1831)

## Étymologie
Cette espèce est nommée en l'honneur de Georges Cuvier. Le nom de la sous-espèce, composé de comor et du suffixe latin -ensis, « qui vit dans, qui habite », lui a été donné en référence au lieu de sa découverte, l'île de Grande Comore aux Comores.

## Publications originales
- Angel, 1942 : Les Lézards de Madagascar, p. 1-193.
- Gray, 1831 "1830" : A synopsis of the species of Class Reptilia. The animal kingdom arranged in conformity with its organisation by the Baron Cuvier with additional descriptions of all the species hither named, and of many before noticed, V Whittaker, Treacher and Co., London, vol. 9, Supplement, p. 1-110 (texte intégral).